# Biestrzykowice (przystanek kolejowy w województwie lubuskim)
Biestrzykowice – zlikwidowany przystanek kolejowy we wsi Bożnów w woj. lubuskim, w powiecie żagańskim, w gminie Żagań.